# 10959 Appennino
10959 Appennino (6579 P-L) là một tiểu hành tinh vành đai chính. Nó được đặt tên cho dãy núi Apennine ở Ý.